# Абер Пош
Абер Пош (фр. Habère-Poche) насеље је и општина у источној Француској у региону Рона-Алпи, у департману Горња Савоја која припада префектури Тонон ле Бен.
По подацима из 2011. године у општини је живело 1260 становника, а густина насељености је износила 105,35 становника/km². Општина се простире на површини од 11,96 km². Налази се на средњој надморској висини од 945 метара (максималној 1.560 m, а минималној 850 m).

## Демографија
| 1962. | 1968. | 1975. | 1982. | 1990. | 1999. | 2011. |
| ----- | ----- | ----- | ----- | ----- | ----- | ----- |
| 435   | 452   | 464   | 511   | 662   | 729   | 1.260 |

График промене броја становника у току последњих година